# Kogho
Kogho o Kogo è un dipartimento del Burkina Faso classificato come comune, situato nella provincia di Ganzourgou, facente parte della Regione dell'Altopiano Centrale.
Il dipartimento si compone del capoluogo e di altri 15 villaggi: Bassemkoukouri, Bendogo, Bissighin, Kogho-Peulh, Linonghin, Rimalga, Ronsin, Santi, Tangandogo, Tanghin N° 1, Tanghin N° 2, Tanlallé, Tensobtenga, Tollinghin e Zorgo. 